# Amberd
Amberd (orm. Ամբերդ) – częściowo zniszczona forteca z VII wieku, położona na wysokości 2300 metrów n.p.m. na zboczach góry Aragac w prowincji Aragacotn w Armenii.
Nazwa Amberd oznacza po ormiańsku „fortecę w chmurach”.

## Historia
Miejsce twierdzy było już zasiedlone w epoce kamienia. Natomiast w epoce brązu oraz w czasie państwa Urartu zbudowano tutaj umocnienia. Zamek Amberd oraz niektóre fragmenty murów zostały wzniesione w VII wieku, jako posiadłość szlacheckiego rodu Kamsarakan. Cztery wieki później forteca i okoliczne ziemie przeszły w ręce rodu Pahlawunich. Książę Wahram Pahlawuni ufortyfikował kompleks grubszymi kamiennymi murami, dodał trzy bastiony oraz zbudował niedaleko murów kościół, który ukończono w 1026 roku. Z tego samego okresu pochodzi również budynek łaźni.
W latach 70. XI wieku Turcy Seldżuccy zdobyli Amberd i przekształcili go w swoją bazę wojskową. W 1197 roku wspólna armia Ormian i Gruzinów pod wodzą generała Zakarego Zakariana wyzwoliła fortecę. W XII i XIII wieku wzmocniono ściany oraz odnowiono zamek.
W 1215 roku Amberd został zakupiony przez Waczego Waczutiana. Jednak już w 1236 roku forteca została zdobyta i zniszczona przez Mongołów. Od tej pory pozostawała opuszczona aż do XX wieku, kiedy rozpoczęto prace restauracyjne i wykopaliska archeologiczne.

## Architektura

### Twierdza
Ruiny zamku Amberd obejmują powierzchnię około 1500 m². Ściany zostały zbudowane z grubo ociosanych bloków bazaltowych połączonych zaprawą. Zamek miał trzy piętra. Na pierwszym i drugim piętrze znajdowało się po pięć pokoi, ustawionych kolejno, tak że do następnego pomieszczenia wchodziło się przez poprzednie. Na trzecim piętrze były prywatne pokoje przeznaczone dla ważnych osobistości. Uważa się, że konfiguracja strukturalna nie uległa zmianie od czasu, gdy zbudowano twierdzę w VII wieku.

### Zaopatrzenie w wodę
Stałe zaopatrzenie w wodę było kluczowe dla mieszkańców twierdzy. Woda była doprowadzana rurociągiem biegnącym 4–5 km od zbiorników, które gromadziły wodę źródlaną i wodę z topniejącego śniegu. Jednak ten system zaopatrzenia mógł zostać zniszczony w przypadku ataku na twierdzę. W związku z tym dodatkowo wybudowano ukrytą ścieżkę prowadzącą do rzeki.

### Łaźnia
Łaźnia została zbudowana na przełomie X i XI wieku. Miała ona ogrzewanie hypocaustalne. Rury przebiegające przez podłogi i ściany budynku były ogrzewane paleniskiem pod podłogą, a metalowe rury dostarczały ciepłą wodę do wanien.

Amberd, po lewej stronie twierdzy kościół Wahramaszen